# Enicospilus muluensis
Enicospilus muluensis är en stekelart som beskrevs av Ian D. Gauld och Mitchell 1981. Enicospilus muluensis ingår i släktet Enicospilus och familjen brokparasitsteklar. Inga underarter finns listade i Catalogue of Life.